# 中国驻厄瓜多尔大使馆
中华人民共和国驻厄瓜多尔共和国大使馆（西班牙語：Embajada de la República Popular China en la República del Ecuador），简称中国驻厄瓜多尔大使馆，是中华人民共和国驻厄瓜多尔的外交代表机构。